# Грембынице
Грембыни́це (пол. Grębynice) — село в Польше в сельской гмине Зелёнки Краковского повета Малопольского воеводства.
Село располагается в 13 км от административного центра воеводства города Краков.

## История
Первое упоминание о селе относится к XIV веку. В то время оно было собственностью Яна герба Сырокомля, который происходил из Сандомира. К концу XIV века во владение Яна Сырокомли перешли соседние деревни Кожкев, Бялы-Косчул, Гебилтув и Рудна. В XV веке наследники Яна Сырокомли распродали всё своё наследство, в том числе и Кожкевский замок. В XVIII веке село принадлежало брацлавскому воеводе Михалу Йордану. В конце XVIII века село перешло в собственность аристократического рода Водзицких. В 1837 году после смерти Элеоноры Водзицкой село перешло во владение семье Седлемайер.
В 1975—1998 годах село входило в состав Краковского воеводства.

## Население
По состоянию на 2013 год в селе проживало 392 человек.
| 2010 | 2013 |
| ---- | ---- |
| 308  | 392  |

| Перепись  | Всего   | Всего | Женщины | Женщины | Мужчины | Мужчины |
| --------- | ------- | ----- | ------- | ------- | ------- | ------- |
| Единицы   | человек | %     | человек | %       | человек | %       |
| Население | 392     | 100   | 203     |         | 189     |         |

## Достопримечательности
- Часовня в классическом стиле, построенная в XIX веке.